# Dinckleria pleurata
Dinckleria pleurata är en bladmossart som först beskrevs av Hook.f. et Taylor, och fick sitt nu gällande namn av Vittore Benedetto Antonio Trevisan de Saint-Léon. Dinckleria pleurata ingår i släktet Dinckleria och familjen Plagiochilaceae. Inga underarter finns listade i Catalogue of Life.